# Pretty Vacant
Pretty Vacant – trzeci singel punkrockowego zespołu Sex Pistols. Wydany 1 lipca 1977. W piosence tytułowej słowo vacant wymawiane jest ze szczególnym akcentem na ostatnią sylabę, przez co brzmi ono jak angielski wulgaryzm cunt. Druga strona krążka zawierała utwór „No Fun” z repertuaru The Stooges.

## Lista utworów
1. Pretty Vacant
2. No Fun

## Skład
- Johnny Rotten – wokal
- Steve Jones – gitara, gitara basowa
- Glen Matlock – gitara basowa („No Fun”)
- Paul Cook – perkusja